# Notoxoides pedissequus
Notoxoides pedissequus  (лат.) — вид паразитических мирмекофильных наездников семейства диаприиды надсемейства Proctotrupoidea (или Diaprioidea, Diapriini) подотряда стебельчатобрюхие отряда перепончатокрылые насекомые. Ареал — Южная Америка (Аргентина). Ассоциированы с кочевыми муравьями Neivamyrmex pseudops (Forel) (Ecitoninae)